# Javier Noblejas
Francisco Javier García-Noblejas Hernanz (Madrid, 18 maart 1993) is een Spaans voormalig voetballer die bij voorkeur als linksback speelde. Hij stroomde in 2011 door vanuit de jeugd van Real Madrid en sloot zijn loopbaan af bij NAC Breda in de Keuken Kampioen Divisie.

## Clubcarrière
Noblejas werd in 2001 opgenomen in de jeugdopleiding van Real Madrid. In 2011 debuteerde hij in Real Madrid Castilla. Tijdens het seizoen 2012/13 speelde hij 22 competitiewedstrijden voor Real Madrid C, waarin hij één doelpunt scoorde. Noblejas slaagde er echter niet in om door te stromen naar het eerste elftal. In de zomer van 2015 stapte hij over naar Getafe B, waar hij weinig aan spelen toekwam. In januari 2016 vertrok hij al naar tweedeklasser Elche CF. Op het einde van het kalenderjaar werd het contract van de verdediger in onderling overleg ontbonden.
In maart 2017, enkele maanden na zijn vertrek bij Elche, vond Noblejas onderdak bij de Spaanse derdeklasser Albacete Balompié. Op het einde van het seizoen promoveerde Noblejas met de club naar de Segunda División A, maar de verdediger stapte in de zomer van 2017 over naar Rayo Vallecano. De Madrileense club leende hem echter meteen uit aan Córdoba CF, waar hij uiteindelijk amper twee officiële wedstrijden zou spelen: één in de Segunda División A en één in de Copa del Rey. Na afloop van zijn uitleenbeurt ruilde Noblejas Vallecano in voor Sporting Gijón, waar hij uiteindelijk ook amper aan spelen zou toekomen.
Op 6 augustus 2019 ondertekende Noblejas een contract voor twee jaar bij NAC Breda.

## Interlandcarrière
Noblejas behaalde in 2012 twee caps voor Spanje -19.
1 Kortsmit ·
2 Lucassen ·
4 Kemper ·
5 Van den Bergh  ·
6 Staring ·
7 Garbett ·
8 Leemans ·
9 Kostorz ·
10 Ómarsson ·
11 Paula ·
12 Greiml ·
14 Kaied ·
15 Mahmutović ·
16 Balard ·
17 Kuijpers ·
18 Van Reeuwijk ·
19 Fernandes ·
20 Oldrup Jensen ·
23 Kongolo ·
25 Valerius ·
28 Mol ·
29 Van Hooijdonk ·
30 Versluis ·
31 Lamprou ·
37 Van Lare ·
39 Janošek ·
44 Busi ·
55 Sowah ·
77 Sauer ·
99 Bielica ·
Coach: Hoefkens
· Assistent-trainer: Güvenç
· Assistent-trainer: Kaczmarek
· Keeperstrainer: Babos